# Маркиори Беати (Виченца)
Маркиори Беати је насеље у Италији у округу Виченца, региону Венето.
Према процени из 2011. у насељу је живело 36 становника. Насеље се налази на надморској висини од 328 м.